# 月の光の子
月の光の子(原題:Mondscheinkinder)は2006年のドイツのファミリー映画ないし青春映画である。

## あらすじ
リザ(リオニエ・クラール)の弟で小学校に上がる前のパウル(ルーカス・カルムス)は色素性乾皮症を患っていた。モーント・シャイン・キンダー(Mondscheinkinder:月の光の子)とはこの病気をもつ子供のことである。この病気には日光に含まれる紫外線が癌を誘発するため、日の光に当たることができない。そのためリザとパウルは、住んでいるアパートの窓には全て遮光シートを張って直射日光を防ぎ、窓を開けずに生活していた。事情をよく知らない者は暗い洞窟に住む家族といぶかり、何か得体のしれない病気を持っているらしいと噂していた。そのこともあってリザも学校で仲間にとけ込めないでいた。
父親はおらず、バスの運転手をしている母親(レナテ・クレースナー)は昼間は家にいない。専らリザがパウルの面倒を見ていた。リザは、パウルは外宇宙から来た宇宙人で、ロボットのM-Bitと一緒に宇宙探検をしていて、事故で地球に不時着したのだというお話を聞かせてあげるのを常としていた。そして航続距離の短い予備の宇宙船でリザと一緒に宇宙船を直す部品を求めて星間を旅しているというのである。部屋の壁には宇宙飛行士の大きな写真が貼ってある。
ある日リザは同じ学校のシモン(ルーカス・ハルト)と出会う。シモンは天文・宇宙に詳しく、BMXを趣味としている。シモンが学校でブラックホールについてのレポートの発表をしたのを聞いてから、リザはシモンと親しく話をするようになった。次第にリザはシモンに天文・宇宙の話を聞いたり、一緒に遊びに行ったりするようになっていった。
リザとパウルの母親はパウルを学校に通わせるべく奮闘していた。パウルも学校に通うのを楽しみにしていたのだが、パウルのために直射日光を防ぐ特別な処置を施してくれる学校が見つからず、パウルは結局学校に通うことができないと分かった。そのうえパウルはリザにパウルの他に誰か親しい者がいることを察して面白く思わない。リザ自身も病気のパウルをさしおいて、自分がシモンとの恋を楽しんでいいものかどうか迷っていた。
ある夜リザがシモンと夜の天文台で星を見た後に家に帰ると、バウルはふてくされて、自分が死んだあと自分のロボットのM-Bitは主治医のマワー先生に譲るという話をし始めた。リザはパウルに、仮にパウルが死んだとしてもそれは本当に死んだのではない、自分の星に帰って何でも好きなことをして外で遊ぶことができるようになるんだ、という話を聞かせた。私は毎晩夜空を見ているから、私のことを考えるときには流れ星を落としてくれるように言う。パウルはM-Bitはやっぱりリザにあげるといった。
ある朝突然リザの母親はパウルが明日の夜入院することになったとリザに告げる。手術の必要があるというのである。たまたまその日シモンが、やはり次の日のコンサートにリザを誘うが、リザは弟のことがあるので行けないという。シモンはパウルの病気のことも入院のこともよくしらないので腹を立ててしまった。しかし結局パウルの入院のことを知り、リザのことを理解する。パウルもまた天文・宇宙に詳しいシモンと直接会って、今までとは違う印象をシモンに対して持つようになった。
入院して分かったことには実際癌が転移していっているとのことだった。三人は看護師の目を盗んで夜な夜な病院を抜け出し外で過ごしていた。家で普通に生活しているように過ごしたかったのである。ある夜、パウルは朝日の中を自分のロケットが上がっていくのだといい、パウルには害となる朝日の上るのを三人で眺めていた。その時、リザは、パウルが自分の星を見つけたら空に流れ星を流するを忘れないように頼む。そしてパウルのロケットは銀河系の中心にあるブラックホールを通って、故郷の星のある別の銀河へ帰って行った。
ある日リザの母親はアパートの窓の遮光シートをはがし始めた。母親はリザを抱いて泣いた。病院では空のベットを前に主治医が意気消沈としていた。夜に天文台で星空を見ながらシモンはパウルはどうしているだろうと話すのだが、リザは周りはみんな泣いているのに自分は全然泣けないのだという。しかし、シモンはパウルのM-Bitをリザに見せ、パウルはこのロボットの面倒を僕らに見て欲しいと思っているというと、リザは泣き出してしまった。その時、夜空に流れ星が流れた。

## 批評
愛と人生と責任感についての心温まる映画であり、なにより子供たちとティーンエイジャーたちに語りかけてる映画である。実写のシーンにおいては力強い画面による演出がなされ、演技もよく、詩的である。そして空想的宇宙-夢の世界を描く多くの一連のアニメの場面はおとぎ話の様である。– Lexikon des Internationalen Films
不治の病の陰にある初恋の繊細な物語によりドイツの子供向けの映画はついに北ヨーロッパのお手本に匹敵することとなった。これは、暗い映画館の外ではめったに生じない感情で、現実的なテーマを越えた深い感情を大人にも呼び起こす。現実の中でもそれはまさにそうであるとおり、空想の世界をいつも繰り返し探すことに肯定している。– filmstarts.de

## 賞
月の光の子は2006年のマックス・オフュルス賞に参加し観客賞を受賞した。
ゲーラにおける第15回子供向け映画・テレビ祭に、最優秀脚本に対する特別審査員賞として"金の燕"を受けた。